# Reinhold Lennebo

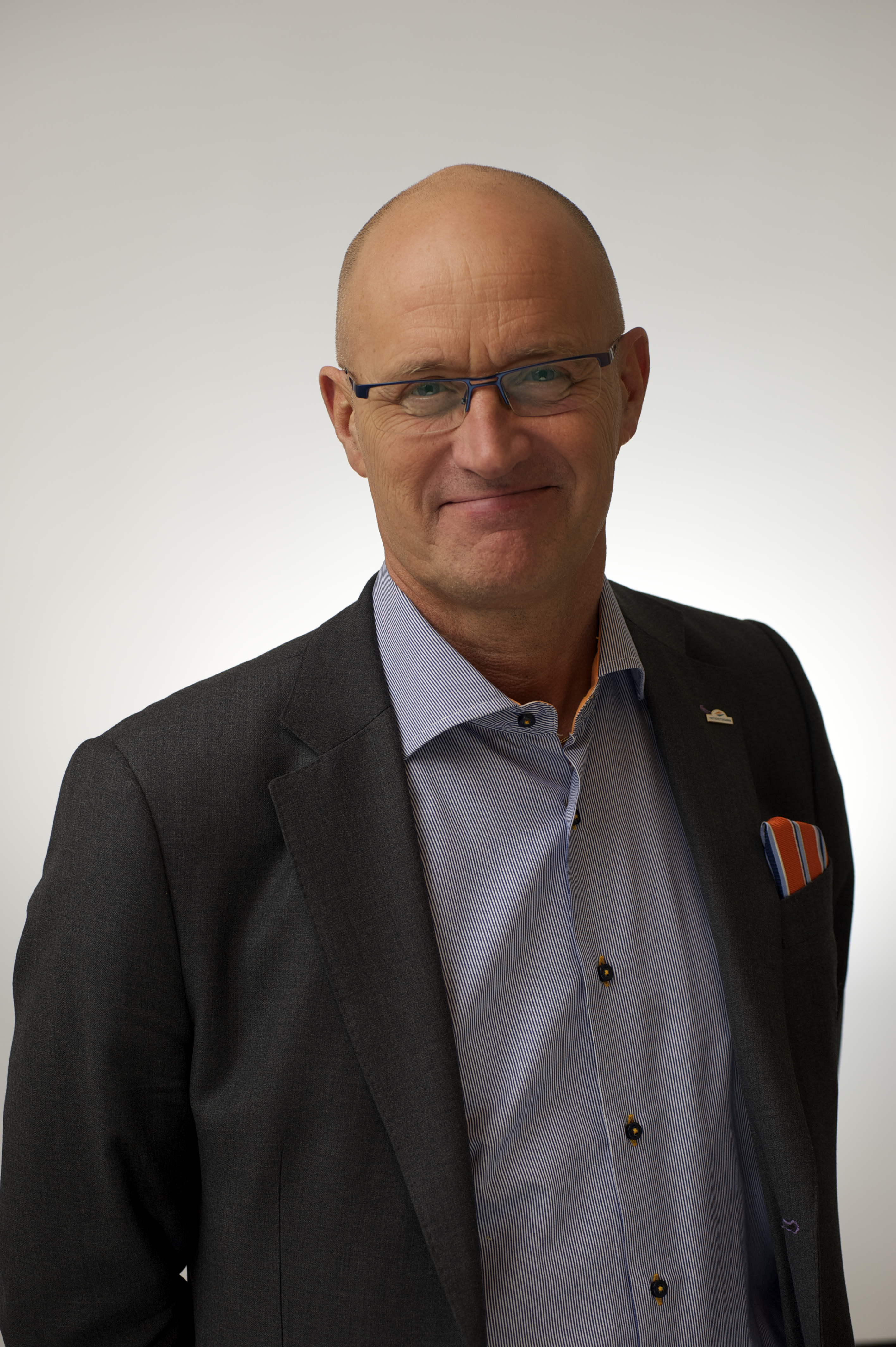
Reinhold Lennebo (2011)

Alf Reinhold Lennebo, född 18 maj 1954 i Malmö är en svensk veterinär och näringslivsperson. Sedan 2009 är han verkställande direktör (VD) för Fastighetsägarna Sverige. 
Efter veterinärexamen från Sveriges lantbruksuniversitet 1978 arbetade Lennebo som veterinär innan han 1983 började på KLS Livsmedel (senare Scan KLS) i Kalmar, där han så småningom blev VD. 1995 blev han VD och koncernchef för Sydostpress, senare Gota Media. Efter en kort tid på tidningsförlaget Egmont blev han VD för Lantbrukarnas riksförbund (LRF) 2003. Efter konflikter mellan LRF:s ordförande Caroline Trapp och styrelseledamoten Staffan Danielsson fick LRF en ny ordförande 2005, Lars-Göran Pettersson, och 2006 fick Lennebo lämna VD-posten i LRF.
Vid halvårsskiftet 2009 blev han VD för Fastighetsägarna.